# Per Spilling
Per Spilling es un deportista noruego que compitió en vela en la clase Soling. Ganó una medalla de oro en el Campeonato Europeo de Soling de 1968.

## Palmarés internacional
| Campeonato Europeo | Campeonato Europeo     | Campeonato Europeo | Campeonato Europeo |
| Año                | Lugar                  | Medalla            | Clase              |
| ------------------ | ---------------------- | ------------------ | ------------------ |
| 1968               | Skovshoved (Dinamarca) | Medalla de oro     | Soling             |